# Fado
O fado é um estilo musical português. Embora a sua origem seja objeto de debate, enquanto canção popular urbana, desenvolveu-se sobretudo a partir de Lisboa, no final do século XIX.  Geralmente é cantado por uma só pessoa (fadista) acompanhado por uma guitarra clássica (nos meios fadistas denominada viola) e uma guitarra portuguesa. O fado foi elevado à categoria de Património Cultural e Imaterial da Humanidade pela UNESCO numa declaração aprovada no VI Comité Intergovernamental desta organização internacional, realizado em Bali, na Indonésia, entre 22 e 29 de Novembro de 2011.

## A Origem
A palavra fado vem do latim fatum, ou seja, "destino", é a mesma palavra que deu origem às palavras fada, fadario, e "correr o fado".
Uma explicação popular para a origem do fado de Lisboa remete para os cânticos dos mouros, no entanto, tal explicação não está inteiramente comprovada. Apesar de não existirem registos do fado até ao início do século XIX, era conhecido no Algarve, último reduto dos árabes em Portugal em 1249, e na Andaluzia onde os árabes permaneceram até aos finais do século XV.
"Na Irlanda, o cantor ou vate tinha o nome de Faith, e no tempo de Francisco I, Fatiste era o compositor «de jeux et novalistés » em que se vê a transição para a forma dramática, e a importância que merece entre nós o nome de Fadista dado ao cantor popular."
Uma outra origem é do escandinavo "fata", que significa vestir, compor, que teria dado origem, segundo outra teoria, no francês antigo ao termo "fatiste" que significa poeta. "Assim podemos ver que o fado é uma degeneração da xácara, que pelas transformações sociais, veio a substituir a canção de gesta da Idade Média".
No essencial, a origem do fado é ainda desconhecida, mas, certo é que, surge no rico caldo de culturas presentes em Lisboa, sendo por isso uma canção urbana.
Musicólogos como Rui Vieira Nery e Ramos Tinhorão posicionam a origem do fado no Brasil. Segundo esta teoria, a origem do fado parece despontar da imensa popularidade nos séculos XVIII e XIX da Modinha, e da sua síntese popular com outros géneros afins, como o Lundu que por sua vez tem origem em danças angolanas com o Kaduke de Mbaka, posteriormente uma das mais populares danças praticadas em Luanda com o nome de masemba. Também Mário de Andrade e Oneyda Alvarenga defendem a tese de que o fado terá nascido no Brasil e levado para Portugal, aquando do regresso da família real portuguesa após a ameaça napoleónica. Contudo, discordam da ideia da síntese do Lundu, explicando que "fado e lundum são coisas diversíssimas".
Já José Alberto Sardinha defende a origem portuguesa do fado relacionando a génese deste estilo musical com a evolução do romanceiro tradicional. Segundo Sardinha, o fado deriva destas canções narrativas, disseminadas em Lisboa maioritariamente por músicos cegos que mendigavam pela cidade.

“Fado do marinheiro

Perdido lá no mar alto
Um pobre navio andava;
 Já sem bolacha e sem rumo
A fome a todos matava.

Deitaram a todos as sortes
A ver qual d'eles havia
Ser pelos outros matado
P´ró jantar daquele dia

Caiu a sorte maldita
No melhor moço que havia;
Ai como o triste chorava
Rezando à Virgem Maria.

Mas de repente o gageiro,
Vendo terra pela prôa,
Grita alegre pela gávea:
Terras , terras de Lisboa.”

— Cancioneiro popular
No entanto o fado só passou a ser conhecido depois de 1840, nas ruas de Lisboa. Nessa época só o fado do marinheiro era conhecido, e era, tal como as cantigas de levantar ferro as cantigas das fainas, ou a cantiga do degredado, cantado pelos marinheiros na proa do navio. O fado mais antigo é o fado do marinheiro, e é este fado que vai se tornar o modelo de todos os outros géneros de fado que mais tarde surgiriam como  o fado corrido que surgiu a seguir e depois deste o fado da cotovia. E com o fado surgiram os fadistas, com os seus modos característicos de se vestirem, as suas atitudes não convencionais, desafiadoras por vezes, que se viam em frequentes contendas com  grupos rivais. Um fadista, ou faia,  de 1840 seria reconhecido pela sua maneira de trajar:
" Usava boné de oleado com tampo largo, e pala de polimento, ou boné direito do feitio dos guardas municipais, com fita preta formando laço ao lado e pala de polimento; jaqueta de ganga ou jaqueta com alamares."
"O seu penteado consistia em trazer o cabelo cortado de meia cabeça para trás, mas comprido para diante, de maneira que formasse melenas ou belezas, empastadas sobre a testa."
Na primeira metade do século XX, já em Portugal, o fado foi adquirindo grande riqueza melódica e complexidade rítmica, tornando-se mais literário e mais artístico. Os versos populares são substituídos por versos elaborados e começam a ouvir-se as décimas, as quintilhas, as sextilhas, os alexandrinos e os decassílabos.
Durante as décadas de 30 e 40, o cinema, o teatro e a rádio vão projectar esta canção para o grande público, tornando-a de alguma forma mais comercial. A figura do fadista nasce como artista. Esta foi a época de ouro do fado onde os tocadores, cantadores saem das vielas e recantos escondidos para brilharem nos palcos do teatro, nas luzes do cinema, para serem ouvidos na rádio ou em discos.
Surgem então as Casas de Fado e com elas o lançamento do artista de fado profissional. Para se poder cantar nestas Casas era necessário carteira profissional e um repertório visado pela Comissão de Censura, bem como, um estilo próprio e boa aparência. As casas proporcionavam também um ambiente de convívio e o aparecimento de letristas, compositores e intérpretes.
Já em meados do século XX, o fado iniciou a sua conquista pelo mundo, tornando-se muito famoso também fora de Portugal.

## O Fado em Lisboa
A origem histórica do fado é incerta. Não é uma importação. É o resultado de uma fusão histórica e cultural que ocorreu em Lisboa. Surge na segunda metade do século XIX, embalado nas correntes do romantismo: melopeia exprimindo a tristeza de um povo, a sua amargura pelas dificuldades que vive, mas capaz de induzir esperança. Contaminando mais tarde os salões da aristocracia, tornar-se-ia rapidamente expressão musical tipicamente portuguesa.
O musicólogo Rui Vieira Nery, considera que a história do fado tem início bem longe de Lisboa mas o investigador Paulo Caldeira afirma que o fado começou por ser cantado nas chamadas "Casas de Fado" , como Alfama, Castelo, Mouraria, Bairro Alto, Madragoa. As suas origens boémias e ordinárias provêm das tabernas e bordéis, dos ambientes de orgia e violência dos bairros mais pobres  da capital. Tornava por isso o fado condenável aos olhos da Igreja, que desde cedo tentou impedir a sua evolução. As tabernas, primordialmente, eram palco de encontros de fidalgos, artistas, trabalhadores das hortas, populares e estrangeiros, que se reuniam em noites de fado vadio, ou seja, o fado não profissional. É com a penetração da fidalguia nos bairros do castelo, com a presença constante de cavalheiros e  fidalgos titulares, que o fado se toca ao piano em salões aristocráticos. Os nobres que se aventuravam naquele ambiente bairrista foram traduzindo as melodias da guitarra para as pautas das damas chiques que até ali só investiam em modinhas. Passada a década de 1880, torna-se o fado assíduo nesses salões. Por outro lado, as guerras civis dos meados do século criaram um clima de insegurança, que envolveu vicissitudes na vida parlamentar e política, provocando um maior apego popular ao fado.

Amália, arte de rua em Lisboa.

A primeira cantadeira de fado de que se tem conhecimento foi Maria Severa Onofriana que cantava e tocava guitarra nas ruas da Mouraria, especialmente na Rua do Capelão. Era amante do Conde de Vimioso e o romance entre ambos é tema de vários fados.
Mas é com início do século XX que nasce Ercília Costa, uma fadista quase esquecida pelas vicissitudes do tempo, que foi a primeira fadista com projecção internacional e a primeira a galgar fronteiras de Portugal.
Os temas mais cantados no fado são a saudade, a nostalgia, o ciúme, as pequenas histórias do quotidiano dos bairros típicos e as lides de touros. Eram os temas permitidos pela ditadura de Salazar, que permitia também o fado trágico, de ciúme e paixão resolvidos de forma violenta, com sangue e arrependimento. Letras que falassem de problemas sociais, políticos ou quejandos eram reprimidas pela censura.
Deste fado "clássico" (?) são expoentes mais recentes Carlos Ramos, Alfredo Marceneiro, Maria Amélia Proença, Berta Cardoso, Maria Teresa de Noronha, Hermínia Silva, Fernando Farinha, Fernando Maurício, Lucília do Carmo, Manuel de Almeida,  entre outros.
O fado moderno (?) iniciou-se e teve o seu apogeu com Amália Rodrigues. Foi ela quem popularizou fados com letras de grandes poetas, como Luís de Camões, José Régio, Pedro Homem de Mello, Alexandre O’Neill, David Mourão-Ferreira, José Carlos Ary dos Santos e outros, no que foi seguida por outros fadistas como João Ferreira-Rosa, Teresa Tarouca, Carlos do Carmo, Beatriz da Conceição, Maria da Fé, Carlos Macedo, Mísia e Dulce Pontes. Também João Braga tem o seu nome na história da renovação do fado, pela qualidade dos poemas que canta e música, dos autores já citados e de Fernando Pessoa, António Botto, Affonso Lopes Vieira, Sophia de Mello Breyner Andresen, Miguel Torga ou Manuel Alegre, e por ter sido o mentor de uma nova geração de fadistas. Acompanhando a preocupação com as letras, foram introduzidas novas formas de acompanhamento e músicas de grandes compositores: com Amália é justo destacar Alain Oulman (um papel determinante na modernização do suporte musical do fado), mas também Frederico de Freitas, Frederico Valério, José Fontes Rocha, Alberto Janes, Carlos Gonçalves.
Nascido em Lisboa o fado é hoje conhecido mundialmente pode ser (e é muitas vezes) acompanhado por violino, violoncelo e até por orquestra, mas não dispensa a sonoridade da guitarra portuguesa, de que houve e ainda há excelentes executantes, como Armandinho, José Nunes, Jaime Santos, Francisco Carvalhinho, Raul Nery, José Fontes Rocha, Carlos Gonçalves, Pedro Caldeira Cabral, Ricardo Parreira, Ricardo Rocha ou Álvaro Martins. Também a viola é indispensável na música fadista e há nomes incontornáveis, como Alfredo Mendes, Martinho d'Assunção, Júlio Gomes, José Inácio, Francisco Perez Andión, o Paquito, Jaime Santos Jr., José Carvalhinho (Carvalhinho Jr), Carlos Manuel Proença ou José Maria Nóbrega.
Atualmente, muitos jovens – Cuca Roseta, Marco Rodrigues, Ana Moura, Carminho, Raquel Tavares, Maria Ana Bobone, Mariza, Yolanda Soares, Joana Amendoeira, Mafalda Arnauth, Ana Sofia Varela, Marco Oliveira, Katia Guerreiro, Luísa Rocha, Camané, Aldina Duarte, Ricardo Ribeiro, Cristina Branco, António Zambujo - juntaram o seu nome aos dos consagrados ainda vivos e estão dando fôlego a esta canção urbana.
O fado dito "típico" é hoje em dia cantado principalmente (?) para turistas, nas "casas de fado" e com o acompanhamento tradicional. As mais tradicionais casas de fado encontram-se nos bairros típicos de Alfama, Mouraria, Bairro Alto e Madragoa. Mantém as características dos primórdios: o cantar com tristeza e com sentimento mágoas passadas e presentes. Mas também pode contar uma história divertida com ironia ou proporcionar um despique entre dois cantadores, muitas vezes improvisando os versos – então, é a desgarrada.

## Século XX
Em parte do século XX vive-se em plena censura no regime salazarista, e uma licença era exigida aos fadistas e instrumentistas e as letras e os poemas eram sujeitos a uma censura rigorosa. O século XX é a época de ouro do fado, este é projectado para o grande público, o fadista deixa de se limitar às tabernas e vielas e surge nos palcos do teatro, no cinema, na rádio e em discos, saltando para o teatro de Revista. Aparece-nos as chamadas Casa de fados e o fadista passa a ser considerado artista profissional, com estilo próprio e boa aparência, trajado de negro como a escuridão da noite silenciosa. Este novo meio é propício ao aparecimento de letristas, compositores e intérpretes. Na primeira metade do século XX aparece-nos Ercília Costa a primeira fadista portuguesa de projecção internacional apelidada de "Sereia peregrina do Fado", "Santa do Fado" e "Toutinegra do Fado”. Empurrado para as luzes da ribalta pelo cinema, rádio e mais tarde televisão, o Fado, era adorado por todos, não havendo quase português que não o ouvisse. Ainda há pouco cantado nas tabernas e nos pátios dos bairros populares, como Alfama, Castelo, Mouraria, Bairro Alto, Madragoa, torna-se a alma portuguesa. É neste século na década de 50 que surge Amália Rodrigues, conhecida nacional e internacionalmente como a maior fadista de todos os tempos e pioneira do fado moderno.

## Anos recentes
Após um longo período de investigação e estudos, já no início do século XXI o fado é inscrito na lista do património cultural imaterial da humanidade (27 de novembro de 2011): “O património cultural imaterial, transmitido de geração em geração, é permanentemente recriado pelas comunidades e grupos em função do seu meio, da sua interacção com a natureza e a sua história, proporcionando-lhes um sentimento de identidade e de continuidade, contribuindo assim para promover o respeito pela diversidade cultural e a criatividade humana” (Convenção para a Salvaguarda do Património Imaterial da Humanidade, UNESCO, 2003). Apresentada pela Câmara Municipal de Lisboa, através da EGEAC / Museu do Fado, no mês de junho de 2010, a candidatura do Fado foi distinguida num grupo restrito de 7 candidaturas consideradas “exemplares” pela UNESCO, do ponto de vista da sua concepção, preparação, apresentação e argumentação.

## O Fado em Coimbra

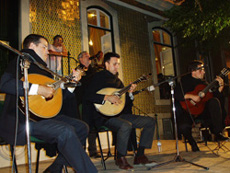
Grupo de Fado

Muito ligado às tradições académicas da respectiva Universidade, o Fado de Coimbra tem as suas origens trovadoresca nos estudantes de todo o país que levavam as suas guitarras para Coimbra e, como ainda hoje se assiste, é exclusivamente cantado por homens e tanto os cantores como os músicos usam o traje académico: calças e batina pretas, cobertas por capa de fazenda de lã igualmente preta. Canta-se à noite, quase às escuras, em praças ou ruas da cidade. O local mais típico é na praça junto ao Mosteiro da Sé Velha. Também é tradicional organizar serenatas, em que se canta junto à janela da casa da dama que se pretende conquistar.
O Fado de Coimbra é acompanhado igualmente por uma guitarra de Coimbra e uma guitarra clássica (também aqui chamada "viola"). No entanto, a afinação e a sonoridade da guitarra portuguesa são, em Coimbra, diferentes das do fado de Lisboa na medida em que as cordas são afinadas um tom abaixo, e a técnica de execução é diferente por forma a projetar o som do instrumento nos espaços exteriores, que são o palco privilegiado desta canção. Também a guitarra clássica se deve afinar um tom abaixo. Esta afinação pretende transmitir à música uma sonoridade mais soturna, relativamente ao Fado de Lisboa.
Temas mais glosados: os amores estudantes, o amor pela cidade, e outros temas relacionados com a condição humana. Dos cantores ditos "clássicos", destaques para Augusto Hilário, António Menano, Edmundo Bettencourt.
Nos anos 1950 do Século XX iniciou-se um movimento que levou os novos cantores de Coimbra a adoptar a balada e o folclore. Começaram igualmente a cantar grandes poetas, clássicos e contemporâneos, como forma de resistência à ditadura de Salazar. Neste movimento destacaram-se nomes como Adriano Correia de Oliveira e José Afonso (Zeca Afonso), que tiveram um papel preponderante na autêntica revolução operada desde então na Música Popular Portuguesa.
No que respeita à guitarra portuguesa, Artur Paredes revolucionou a afinação e a forma de acompanhamento da Canção de Coimbra, associando o seu nome aos cantores mais progressistas e inovadores. (Artur Paredes foi pai de Carlos Paredes, que o seguiu e que ampliou de tal forma a versatilidade da guitarra portuguesa que a tornou um instrumento conhecido em todo o mundo.)
Saudades de Coimbra ("Do Choupal até à Lapa"), Balada da Despedida do 6.º Ano Médico de 1958 ("Coimbra tem mais encanto, na hora da despedida", os primeiros versos, são mais conhecidos do que o título), O meu menino é d’oiro Fado Hilário e Samaritana – são algumas das mais conhecidas canções de Coimbra.
A canção mais conhecida é Coimbra é uma lição, que teve um êxito assinalável em todo o mundo com títulos como Avril au Portugal ou April in Portugal, levada pelas mãos de Amália.

## Categorizações conhecidas
- Fado Alcântara
- Fado aristocrata
  - Iniciado por Maria Teresa de Noronha, e progredido por membros da sua família.
- Fado Bailado
- Fado Flamenco
- Fado Batê
- Fado-canção
- Fado Castiço
  - Fado tradicional dos bairros típicos de Lisboa
- Fado Corrido
  - Caracterizado por ser um fado alegre, desgarrado e dançável.[26]
- Fado experimental
  - Dentro do "fado do milénio", atinge o auge com Mísia.
  - Dentro do "Fado Em Concerto", atinge o auge com Yolanda Soares.
- Fado Lopes
- Fado Marcha Alfredo Marceneiro
  - Criado por Alfredo Marceneiro.
- Fado da Meia-noite
  - Criado por Felipe Pinto.
- Fado Menor
  - Caracterizado por ser um fado melancólico, triste e saudoso.
- Fado Mouraria
- Fado Pintadinho
- Fado Tango
  - Criado por Joaquim Campos.
- Fado Tamanquinhas
- Fado Vadio
  - Fado não-profissional.
- Fado Vidualeiro
  - Fado tocado na aldeia do Vidual, Miranda do Corvo.
- Rapsódia de fados
  - Justaposição ou mescla de melodias (fados) tradicionais ou populares.
- Fado Marialva
  - Caracterizado por ser um fado alegre, referente à tradição tauromáquica
  - "Cavalo Ruço", "Campinos do Ribatejo", "Fado das Caldas"...